# Кокоев, Эдуард Борисович
Эдуа́рд Бори́сович Коко́ев (до 2001 года — Газза́ев) (род. 19 августа 1977) — российский футболист, вратарь.

## Карьера
В 1994—1995 годах находился в заявке владикавказского «Спартака», играл за дубль команды в третьей лиге ПФЛ. Вызывался в юношескую сборную России. В 1997 году был заявлен за  команду третьей лиги «Моздок», но не сыграл ни в одной игре, в 1998 году провёл один матч за владикавказский «Автодор», а также выступал в составе «Дружбы» (Йошкар-Ола) в первенстве второй лиги. В 2001 году играл в команде второго дивизиона «Дружба» (Майкоп). В 2002 году играл в «Автодор» (11 матчей) и «Носту» (Новотроицк), за которую во втором круге 2002 года провёл 1 матч, пропустил 3 мяча. Сезон 2003 года провёл за «Витязь» (Крымск), где был основным вратарём (34 матча). В 2004 году выступал за азербайджанские «Карабаха» и «Гянджу». С лета 2005 года — игрок «Гянджи», в основном составе которого  выступал с первых туров сезона. В январе 2006 года Кокоев высказал желание покинуть «Гянджу», однако позже изменил своё решение. В сезоне-2005/06 провёл 21 матч, в которых пропустил 34 гола. Со следующего сезона был ужесточён лимит на легионеров, который серьёзно мог отразиться на вратарях, однако в чемпионате Азербайджана вратари-иностранцы могли получить азербайджанские паспорта. В 2008 году он вернулся в Россию, в марте прошёл предсезонный сбор с «Океаном» из Находки, однако контракт с ним не был подписан. В дальнейшем играл за любительский клуб «Спартак» (Цхинвал).